# Tjusts revir
Tjusts revir var ett skogsförvaltningsområde inom Smålands överjägmästardistrikt som omfattade av Kalmar län Norra och Södra Tjusts härader och var indelat i fem bevakningstrakter. Det omfattade 21 803 hektar allmänna skogar, varav fyra kronoparker med en areal av 12 238 hektar.